# Europäisches Musikfestival für die Jugend

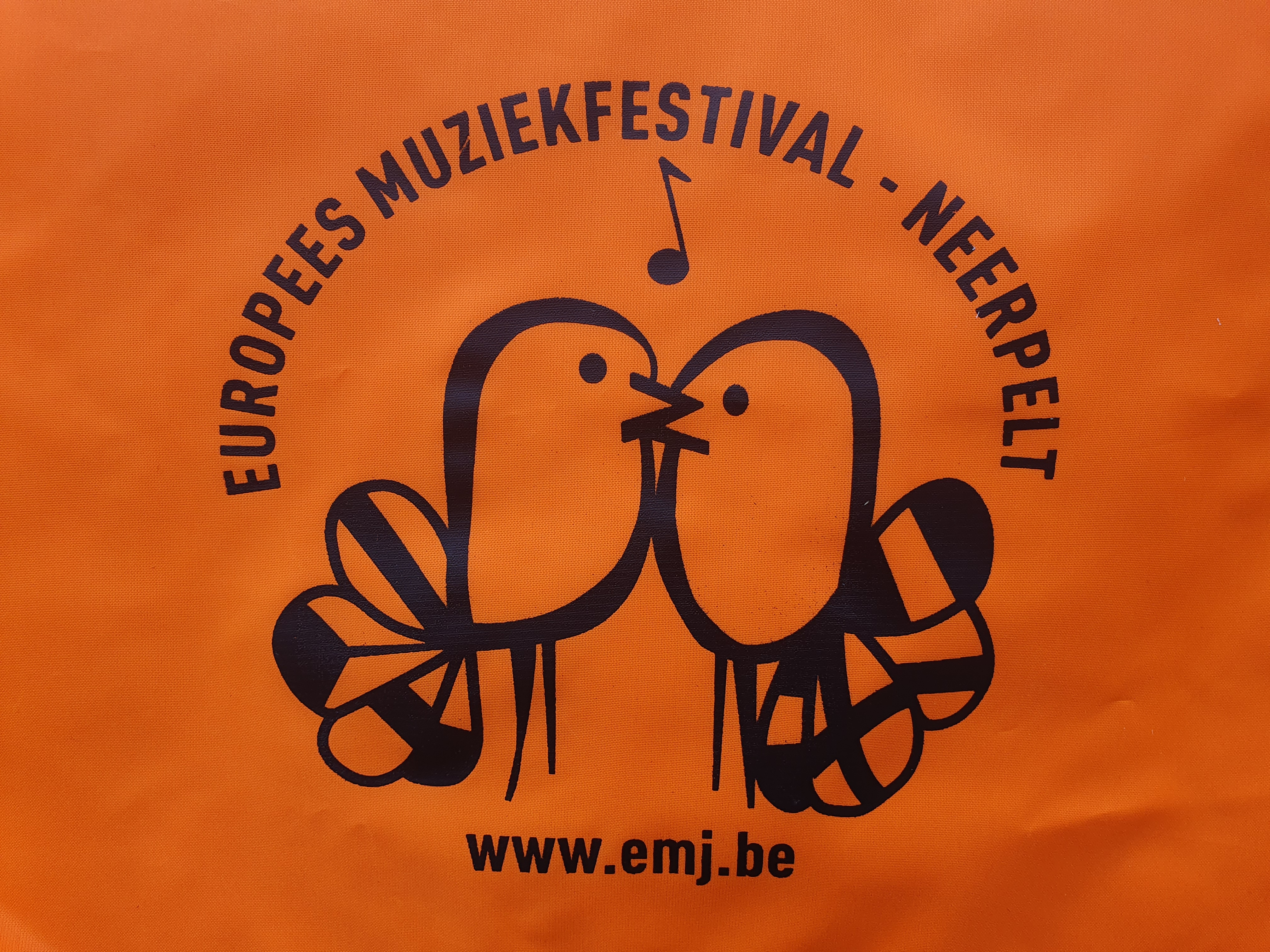

Das Europäische Musikfestival für die Jugend (Europees Muziekfestival voor de Jeugd) ist ein jährliches internationales Musikfestival für jugendliche und junge Erwachsene, das seit 1953 in Neerpelt, Belgien stattfindet.

## Geschichte
Das Festival begann als eine Initiative der Ortsgruppe des Davidsfonds, als sich im Jahr 1953 ein Dutzend Chöre trafen. Im folgenden Jahr kamen ein Dutzend Bands zu einem instrumentalen Treffen zusammen. Gründer des Wettbewerbs war Jan Coninx, Priester und Lehrer am Sint-Hubertuscollege Neerpelt. Ab 1955 erhielt das Festival einen internationalen Charakter, da mehrere niederländische Gruppen sowie Chöre aus Deutschland und anderen europäischen Ländern teilnahmen. In den letzten Jahren sind 100 angemeldete Gruppen aus 20 bis 25 Ländern keine Ausnahme. Derzeitiger Leiter des Festivals ist Rutger Nuyts, stellvertretender Vorsitzender Frans Ulens.

## Leitung
- Lambert Finken (1953–1983)
- Peter Berben (1983–2002)
- Januar Coninx (2002–2012)
- Rutger Nuyts (seit 2012)

## Ablauf
Das Festival wird sowohl für Chöre („vocal“) als auch Instrumentalisten („instrumental“) abgehalten, wobei sowohl klassischen Instrumentalisten als auch Ensembles wie Hafabra bewertet werden. Das Höchstalter der Teilnehmer beträgt 28 Jahre.
Junge Menschen dabei zu fördern, gemeinsam miteinander Musik zu  üben und zu spielen, bleibt das Motiv und Ziel dieses Festivals. Neerpelt will ein Zentrum sein, wo sich junge Menschen aus verschiedenen Kulturen treffen und die Musik schätzen lernen.
Das jährliche Festival am ersten Maiwochenende ist eine Gelegenheit für junge Musiker, ihre Talente vor einem Publikum und einer internationalen Jury zu präsentieren.
Neben dem musikalischen Aspekt spielt Begegnung und Versöhnung zwischen den Teilnehmern und den Teilnehmern mit den Einheimischen eine große Rolle. Das Festival wird vor allem von Freiwilligen organisiert und gemanagt.
Seit einigen Jahren wird das Festival durch eine Vielzahl von peripheren Veranstaltungen wie Feuerwerken, Theater unter freiem Himmel und mehreren Workshops begleitet.
Neerpelt ist während des Festivals das Epizentrum der Musik. In der Mitte des Neerpelt treffen sich die Gruppen auf der Piazza Festivo. In den letzten Jahren wurde das Gemeindezentrum De Peel Ort zur Piazza Festivo. Alle Arten von Aktivitäten, wie Performances, Souvenirs, Ausstellungen und Workshops, fanden dort und andernorts in Neerpelt statt.

## Rhythmus
Das Festival wird abwechselnd in zweijährigem Turnus für Chöre und für Instrumentalisten veranstaltet, wobei sowohl klassischen Instrumentalisten als auch Ensembles von Hafabra (Harmonie, Fanfare en Brassband) bis Jazz angesprochen werden.
- 2011: 59. Festival (für Instrumente), von Freitag, 29. April bis Montag, 2. Mai
- 2012: 60. Festival (für Chöre), von Freitag, 27. April, bis Mittwoch, 2. Mai
- 2019: 67. Festival (für Instrumente) von Freitag, 3. Mai bis Montag, 6. Mai
- 2023: 71. Festival (für Instrumente) von Freitag, 28. April bis Dienstag, 2. Mai